# Stara Dobrzyca
Stara Dobrzyca [pronunciación en polaco: /ˈstara dɔˈbʐɨt͡sa/] (anteriormente en alemán Alt Döberitz) es un pueblo ubicado en el distrito administrativo de Gmina Resko, dentro del Distrito de Łobez, Voivodato de Pomerania Occidental, en el norte de Polonia occidental. Se encuentra aproximadamente a 9 kilómetros al este de Resko, a 22 kilómetros al norte de Łobez, y a 77 kilómetros al noreste de la capital regional Szczecin.
Antes de 1945, el área fue parte de Alemania. Para la historia de la región, véase Historia de Pomerania.